# 伊萬·伊扎科維奇
伊万·瑟多罗维奇·伊扎科维奇（羅馬化：Ivan Sydorovych Yizhakevych；1864年1月18日—1962年1月19日），苏联乌克兰族画家和作家。
伊扎科维奇出生于基辅省。1882年至1884年，他在乌克兰基辅的穆拉什科艺术学院學習。随后伊扎科维奇于1884年至1888年在圣彼得堡艺术学院学习。